# فتريا يوسف
فتريا يوسف (بالإنجليزية: Fitria Yusuf)‏‏ (9 ديسمبر 1982 في جاكرتا - ) عارضة، وكاتِبة، وسيدة أعمال من إندونيسيا.